# Laurel Prize
Le Laurel Prize (ローレル賞, Rōreru Shō) est un prix japonais remis annuellement depuis 1961 par le  Japan Railfan Club. Il récompense les véhicules ferroviaires entrés en service l'année précédente, par un vote d'un comité de passionnés sur le côté technique et le design du véhicule.

## Liste des lauréats

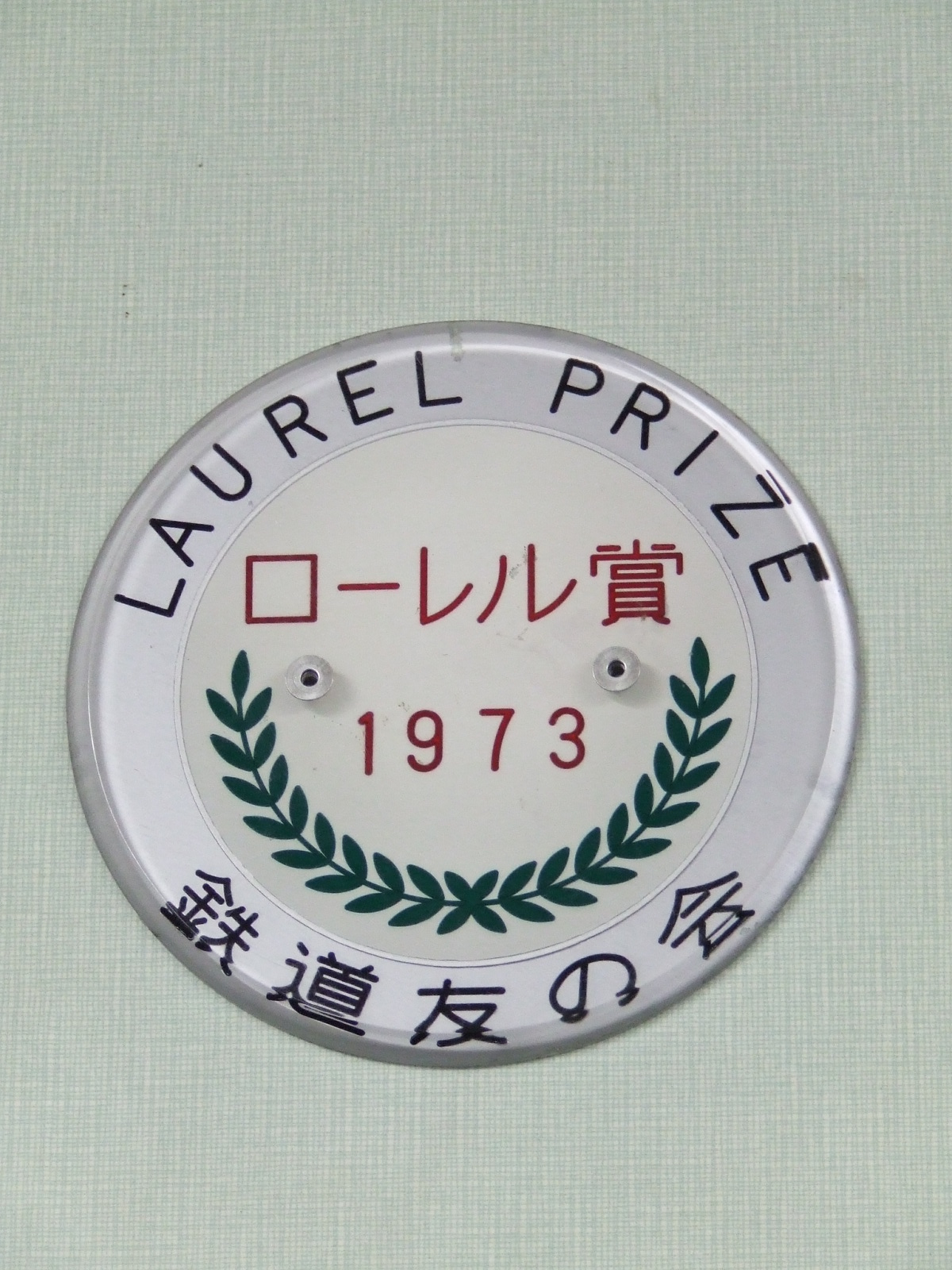
La plaque Laurel Prize de 1973 sur une rame Odakyu 9000

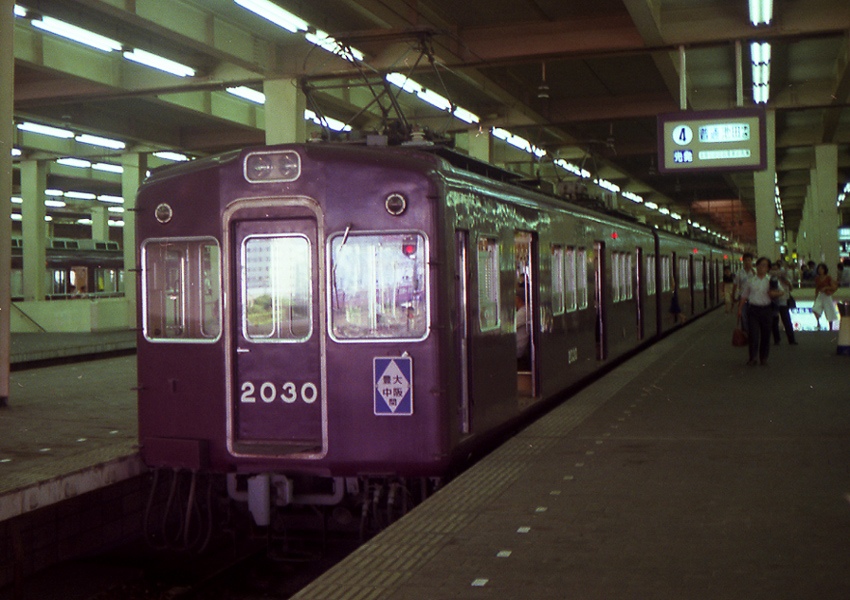
Vainqueur du Laurel Prize de 1961 : Hankyu série 2000

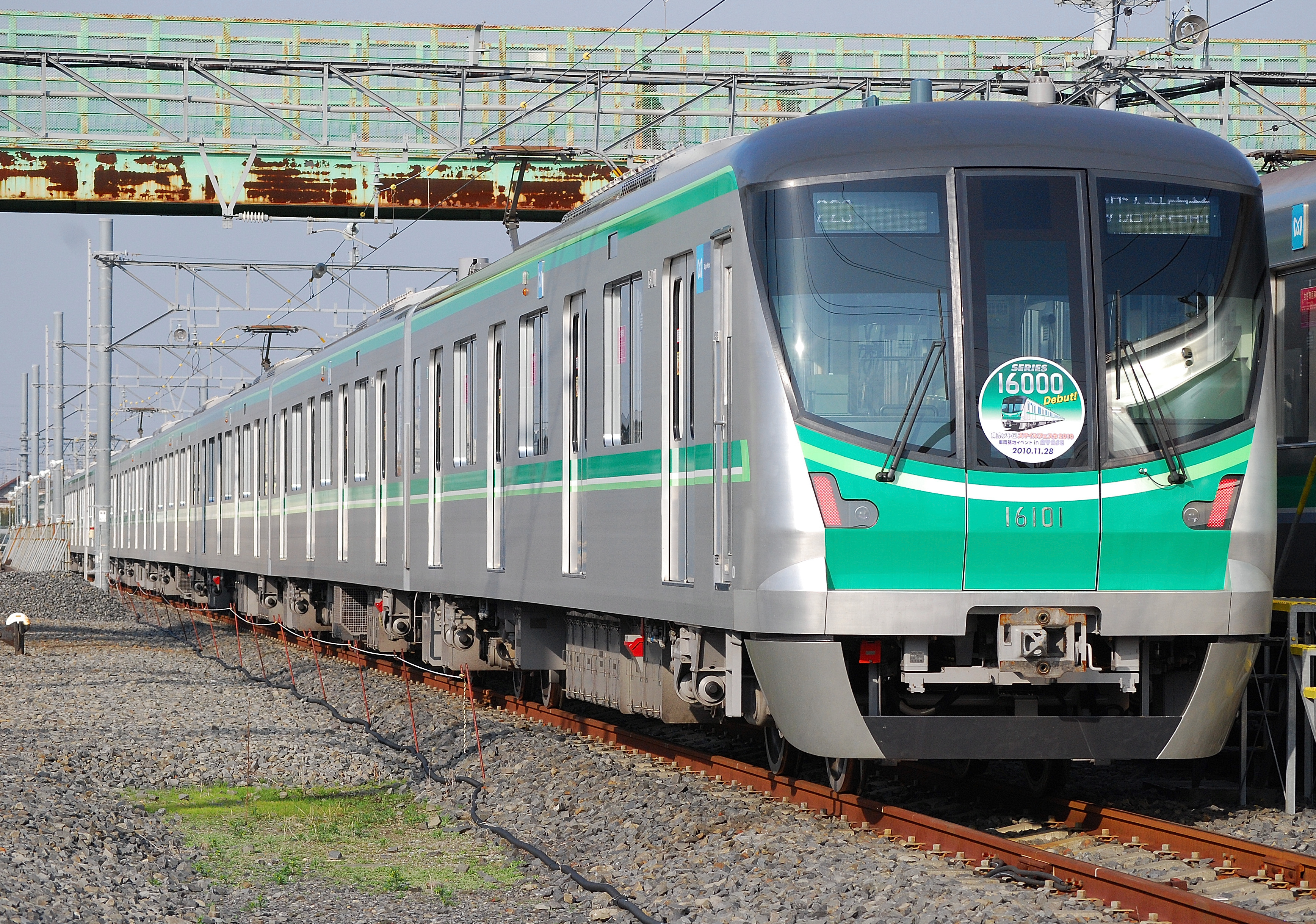
Vainqueur du Laurel Prize de 2011 : Tokyo Metro série 16000

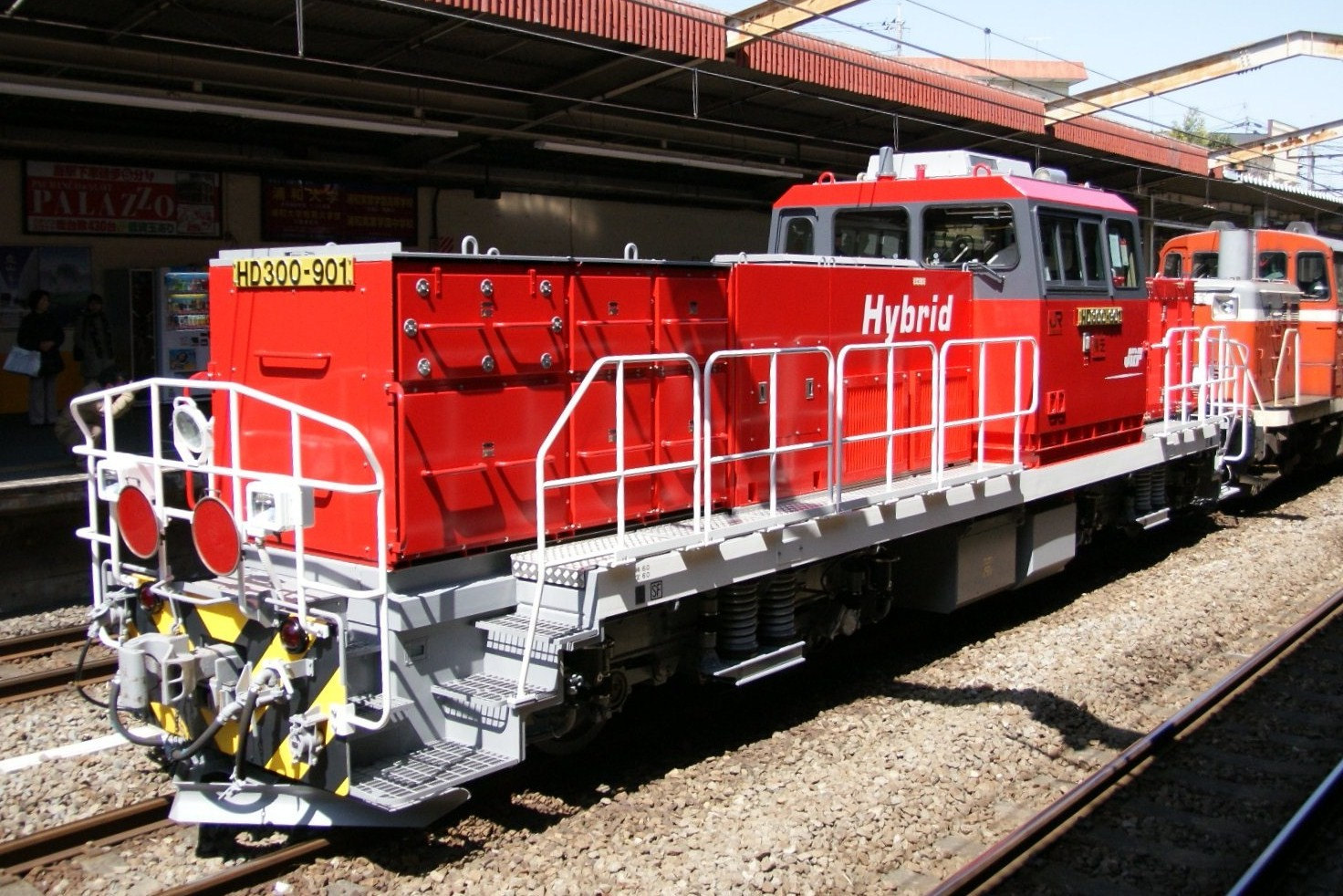
Vainqueur du Laurel Prize de 2012 : locomotive JR Freight Classe HD300

La liste des lauréats depuis 1961 se présente comme suit.
| Numéro | Année | Compagnie                                      | Modèle                          | Type                            |
| ------ | ----- | ---------------------------------------------- | ------------------------------- | ------------------------------- |
| 1      | 1961  | Hankyu                                         | Série 2000 / 2300               | Automotrice électrique          |
| 2      | 1962  | JNR                                            | Série 401/421                   | Automotrice électrique          |
| 3      | 1963  | Keio                                           | Série 3000                      | Automotrice électrique          |
| 4      | 1964  | Keio                                           | Série 5000                      | Automotrice électrique          |
| 5      | 1965  | Sanyo                                          | Série 3000                      | Automotrice électrique          |
| 6      | 1966  | Bureau des transports de la ville de Sapporo   | Série A830                      | Tramway                         |
| 7      | 1967  | Nagaden                                        | Série 0 OS Car                  | Automotrice électrique          |
| 8      | 1968  | (non décerné)                                  | (non décerné)                   | (non décerné)                   |
| 9      | 1969  | Toei                                           | Série 6000                      | Métro                           |
| 10     | 1970  | Bureau des transports de la ville d'Osaka      | Série 60                        | Métro                           |
| 11     | 1971  | Meitetsu                                       | Série Mo 600                    | Tramway                         |
| 12     | 1972  | TRTA                                           | Série 6000                      | Métro                           |
| 13     | 1973  | Odakyu                                         | Série 9000                      | Automotrice électrique          |
| 14     | 1974  | Nishitetsu                                     | Série 9000                      | Automotrice électrique          |
| 15     | 1975  | JNR                                            | Série 24/25                     | Voiture                         |
| 15     | 1975  | Kurobe Gorge Railway                           | Classe EH                       | Locomotive électrique           |
| 16     | 1976  | JNR                                            | Série KiHa 66/67                | Autorail                        |
| 16     | 1976  | Tōkyū                                          | Série 8500                      | Automotrice électrique          |
| 16     | 1976  | Fuji Kyuko                                     | Série 5000                      | Automotrice électrique          |
| 17     | 1977  | Joshin Electric Railway                        | Série 1000                      | Automotrice électrique          |
| 17     | 1977  | Bureau des transports de la ville de Sapporo   | Série 6000                      | Métro                           |
| 18     | 1978  | Toei                                           | Série 7000                      | Tramway                         |
| 18     | 1978  | Bureau des transports municipaux de Kobe       | Série 1000                      | Métro                           |
| 19     | 1979  | Keikyū                                         | Série 800                       | Automotrice électrique          |
| 19     | 1979  | JNR                                            | Série 50                        | Voiture                         |
| 20     | 1980  | Meitetsu                                       | Série 100                       | Automotrice électrique          |
| 20     | 1980  | Hokuso-Railway                                 | Série 7000                      | Automotrice électrique          |
| 20     | 1980  | Toyama Chihō Railway                           | Série 14760                     | Automotrice électrique          |
| 21     | 1981  | JNR                                            | Série 117                       | Automotrice électrique          |
| 21     | 1981  | Nagasaki Electric Tramway                      | Série 2000                      | Tramway                         |
| 22     | 1982  | Bureau des Transports de la ville de Fukuoka   | Série 1000                      | Métro                           |
| 23     | 1983  | JNR                                            | Série 200                       | Shinkansen                      |
| 23     | 1983  | Bureau des Transports de la ville de Kumamoto  | Série 8200                      | Tramway                         |
| 24     | 1984  | Keihan                                         | Série 6000                      | Automotrice électrique          |
| 25     | 1985  | TRTA                                           | Série 01                        | Métro                           |
| 25     | 1985  | Tarumi Railway                                 | Série HaIMo 180                 | Autorail                        |
| 26     | 1986  | Nankai                                         | Série 10000                     | Automotrice électrique          |
| 26     | 1986  | JNR                                            | Série 100                       | Shinkansen                      |
| 27     | 1987  | Kitakyu                                        | Série 8000                      | Automotrice électrique          |
| 27     | 1987  | Kintetsu                                       | Série 7000                      | Automotrice électrique          |
| 27     | 1987  | JNR                                            | Série KiHa 185                  | Autorail                        |
| 28     | 1988  | Bureau des Transports de la ville de Sendai    | Série 1000                      | Métro                           |
| 29     | 1989  | JR Kyushu                                      | Série 783 Hyper Saloon          | Automotrice électrique          |
| 30     | 1990  | JR West                                        | Série 221                       | Automotrice électrique          |
| 30     | 1990  | JR Shikoku                                     | Série 2000 TSE                  | Autorail                        |
| 31     | 1991  | JR East                                        | Série 251                       | Automotrice électrique          |
| 31     | 1991  | Bureau des Transports de la ville d'Osaka      | Série 70                        | Métro                           |
| 32     | 1992  | JR East                                        | Série 253 Narita Express        | Automotrice électrique          |
| 32     | 1992  | JR Kyushu                                      | Série KiHa 200                  | Autorail                        |
| 33     | 1993  | JR Central                                     | Série 300                       | Shinkansen                      |
| 33     | 1993  | JR Freight                                     | Classe EF200                    | Locomotive électrique           |
| 34     | 1994  | JR Freight                                     | Classe DF200 Eco-Power Red Bear | Locomotive diesel               |
| 35     | 1995  | JR Hokkaido                                    | Série KiHa 281                  | Autorail                        |
| 36     | 1996  | JR Central                                     | Série 383                       | Automotrice électrique          |
| 36     | 1996  | JR Freight                                     | KoKi 71 Car Rack System         | Wagon de fret                   |
| 37     | 1997  | JR Hokkaido                                    | Série 731                       | Automotrice électrique          |
| 38     | 1998  | Bureau des Transports de la ville de Kumamoto  | Série 9700                      | Tramway                         |
| 38     | 1998  | Eiden                                          | Série 900 Kirara                | Automotrice électrique          |
| 38     | 1998  | Kintetsu                                       | Série 5800                      | Automotrice électrique          |
| 39     | 1999  | Skyrail Service                                | Série 200                       | Monorail suspendu               |
| 40     | 2000  | Hiroden                                        | Série 5000 Green Mover          | Tramway                         |
| 40     | 2000  | JR Central/JR West                             | Série 700                       | Shinkansen                      |
| 40     | 2000  | JR East                                        | Série 209-950                   | Automotrice électrique          |
| 41     | 2001  | Meitetsu                                       | Série Mo 800                    | Tramway                         |
| 41     | 2001  | Kintetsu                                       | Séries 3220/5820/9020 Series-21 | Automotrice électrique          |
| 42     | 2002  | JR West                                        | Série KiHa 187                  | Autorail                        |
| 43     | 2003  | Okayama Electric Tramway                       | Série 9200 Momo                 | Tramway                         |
| 43     | 2003  | Bureau des Transports de la ville de Kagoshima | Série 1000 U-tram               | Tramway                         |
| 44     | 2004  | (non décerné)                                  | (non décerné)                   | (non décerné)                   |
| 45     | 2005  | JR Kyushu                                      | Série 800                       | Shinkansen                      |
| 45     | 2005  | Nagasaki Electric Tramway                      | Série 3000                      | Tramway                         |
| 46     | 2006  | Meitetsu                                       | Série 2000 μSky                 | Automotrice électrique          |
| 46     | 2006  | Aichi Rapid Transit                            | Série 100 Linimo                | Train à sustentation magnétique |
| 46     | 2006  | Hiroden                                        | Série 5100 Green Mover Max      | Tramway                         |
| 46     | 2006  | Bureau des Transports de la ville de Fukuoka   | Série 3000                      | Métro                           |
| 47     | 2007  | JR East                                        | Série E233                      | Automotrice électrique          |
| 47     | 2007  | Nishitetsu                                     | Série 3000                      | Automotrice électrique          |
| 48     | 2008  | JR East/Sendai Airport Transit                 | Séries E721 / SAT721            | Automotrice électrique          |
| 48     | 2008  | JR East                                        | Série KiHa E200                 | Autorail hybride                |
| 49     | 2009  | Toyotetsu                                      | Série T1000                     | Tramway                         |
| 49     | 2009  | Keihan                                         | Série 3000                      | Automotrice électrique          |
| 50     | 2010  | Kintetsu                                       | Série 22600 Ace                 | Automotrice électrique          |
| 51     | 2011  | Tokyo Metro                                    | Série 16000                     | Métro                           |
| 52     | 2012  | JR Freight                                     | Classe HD300-900                | Locomotive hybride              |
| 53     | 2013  | (non décerné)                                  | (non décerné)                   | (non décerné)                   |
| 54     | 2014  | Fukui Railway                                  | Série F1000                     | Tramway                         |
| 54     | 2014  | JR East                                        | Série E6                        | Shinkansen                      |
| 55     | 2015  | JR East                                        | Série EV-E301                   | Automotrice hybride             |
| 55     | 2015  | Hakone Tozan Railway                           | Série 3000                      | Automotrice électrique          |
| 56     | 2016  | JR East                                        | Série HB-E210                   | Autorail hybride                |
| 56     | 2016  | Yokkaichi Asunarou Railway                     | Série New 260                   | Automotrice électrique          |
| 57     | 2017  | JR East                                        | série E235                      | Automotrice électrique          |
| 57     | 2017  | Echigo Tokimeki Railway                        | Série ET122-1000                | Autorail                        |
| 57     | 2017  | Shizutetsu                                     | Série A3000                     | Automotrice électrique          |
| 58     | 2018  | JR East                                        | Série E353                      | Automotrice électrique          |
| 58     | 2018  | Tōbu                                           | Série 500 Revalty               | Automotrice électrique          |
| 58     | 2018  | Bureau des Transports de la ville de Kagoshima | Série 7500                      | Tramway                         |
| 59     | 2019  | Sotetsu                                        | Série 20000                     | Automotrice électrique          |
| 59     | 2019  | Eiden                                          | Série 730 Hiei                  | Automotrice électrique          |
| 60     | 2020  | JR Shikoku                                     | série 2700                      | Autorail                        |
| 61     | 2021  | JR East                                        | Série E261                      | Automotrice électrique          |
| 61     | 2021  | JR Central                                     | Série N700S                     | Shinkansen                      |
| 62     | 2022  | Tokyo Metro                                    | Série 17000 / Série 18000       | Métro                           |
| 62     | 2022  | Keihan                                         | Série 3850                      | Voiture                         |
| 63     | 2023  | Bureau des Transports de la ville de Kyoto     | Série 20                        | Métro                           |
| 64     | 2024  | Utsunomiya Light Rail                          | Série HU300                     | Métro léger                     |
| 64     | 2024  | Osaka Metro                                    | Série 400                       | Métro                           |
| 65     | 2025  | Kintetsu                                       | Série 8A                        | Automotrice électrique          |
| 65     | 2025  | Bureau des Transports de la ville de Fukuoka   | Série 4000                      | Métro                           |